# Wind (chanson)
Pour les articles homonymes, voir Wind.
Singles de Kumi Kōda
Kamen
(2006) Someday / Boys♡Girls
(2006)
Wind est le 29e single de Kumi Kōda sorti sous le label Rhythm Zone le 12 février 2006 au Japon. Il atteint la 3e place du classement de l'Oricon. Il se vend à 34 201 exemplaires la première semaine, et reste classé pendant 6 semaines, pour un total de 46 619 exemplaires vendus. Wind est le 11e single d'une série de 12, un nouveau sort chaque semaine pendant 12 semaines. Sur chaque pochette de ses différents singles, Kumi porte une robe traditionnelle d'un pays; pour WIND c'est l'Italie.
Wind a été utilisé comme thème musical pour l'émission Torino 2006 Relay sur Fuji TV. La chanson se trouve sur la compilation Best: Second Session.

## Liste des titres
Toutes les paroles sont écrites par Kumi Kōda, Kosuke Morimoto.
| 1. | Wind                | Kosuke Morimoto | 4:30 |
| 2. | Wind (Instrumental) | Kosuke Morimoto | 4:26 |